# 830
Năm 830 là một năm trong lịch Julius.

## Sinh
- Khúc Thừa Dụ, người giành độc lập cho Việt Nam (m. 907)